# Motore grafico
Il motore grafico è il nucleo software di un videogioco o di qualsiasi altra applicazione con grafica in tempo reale. Esso fornisce le tecnologie di base, semplifica lo sviluppo, e spesso permette al gioco di funzionare su piattaforme differenti come le console o sistemi operativi per personal computer. La funzionalità di base fornita tipicamente da un motore grafico include un motore di rendering ("renderer") per grafica 2D e 3D, un motore fisico o rilevatore di collisioni, suono, scripting, animazioni, intelligenza artificiale, networking, e scene-graph.

## Storia
Il termine "motore grafico" è nato alla metà degli anni novanta del XX secolo, con uno stretto legame ai videogiochi 3D, in particolare agli sparatutto in prima persona. La popolarità di Doom e di Quake (entrambi prodotti da id Software) era tale che gli altri sviluppatori, piuttosto che creare giochi da zero, prendevano in licenza le componenti principali del codice e si limitavano a creare il "game content" (o "game assets"): ambientazione, armi e livelli.
Alcuni giochi successivi, come Quake III Arena e Unreal di Epic Games furono sviluppati seguendo questo metodo. La concessione di licenze di queste tecnologie si è dimostrata una valida voce in entrata per i bilanci di alcuni team di programmatori, visto che una singola licenza per un motore commerciale di fascia alta può variare da 8 000 € fino a 3 000 000 € (come nel caso di Warcraft III), e si possono avere decine di compagnie licenziatarie (per l'Unreal Engine). Sicuramente motori riutilizzabili permettono di creare seguiti di giochi in modo molto più facile e veloce, e questo è un importante vantaggio nella moderna industria videoludica.
Il continuo avanzamento della tecnologia dei motori grafici ha permesso una netta separazione tra rendering, scripting, artwork e level design. Al giorno d'oggi è comune negli sviluppatori un rapporto tra artisti e programmatori di 4:1.
Gli sparatutto in prima persona sono ancora la principale utenza dei motori grafici di terze parti, ma il loro uso si sta diffondendo in altri generi. Alcuni esempi sono il gioco di ruolo The Elder Scrolls III: Morrowind, i MMORPG Dark Age of Camelot (basati su NetImmerse) e Lineage II (basato sull'Unreal Engine). 
I motori grafici sono egualmente usati in ambito console, come il RenderWare, usato in Rayman 2 Revolution, Grand Theft Auto III e nei videogiochi della serie Burnout.
I motori moderni rientrano di diritto tra i software più complessi in assoluto, e possiedono frequentemente decine di sistemi accuratamente sincronizzati per garantire un buon controllo dell'esperienza offerta all'utente finale.
Nonostante il termine sia stato coniato negli anni novanta, anche nel decennio precedente videro la luce software le cui caratteristiche ne fanno "motori grafici". Ad esempio l'Adventure Game Interpreter e il Sierra's Creative Interpreter di Sierra, lo SCUMM di LucasArts e il Freescape engine di Incentive Software. Ad ogni modo, questi sistemi non furono mai impiegati in titoli di terze parti.

## Caratteristiche
Come altre applicazioni di transizione, i motori grafici sono spesso indipendenti dalla piattaforma, permettendo allo stesso gioco di girare su più piattaforme, incluse le console quali PlayStation, Xbox, Nintendo e su sistemi operativi come Microsoft Windows e Mac OS, con nessuno o qualche piccolo cambiamento al codice sorgente del gioco.

### Imiddleware
Motori grafici avanzati come l'Unreal Engine 4, lo Unity Engine, il Source Engine, l'id Tech 5, il RenderWare e il Gamebryo forniscono una suite di strumenti di sviluppo visuali in aggiunta alla componente software riutilizzabile. Questi strumenti vengono forniti generalmente all'interno di un ambiente di sviluppo integrato (dall'inglese integrated development environment o più comunemente IDE) affinché permettano lo sviluppo semplificato e rapido (RAD) dei giochi secondo un metodo di progettazione data-driven. Questi motori grafici vengono chiamati spesso "game middleware" perché, in accordo con il significato commerciale del termine, forniscono una piattaforma flessibile e riutilizzabile che fornisce tutte le funzionalità chiave necessarie esternamente per sviluppare un'applicazione ludica riducendo i costi, la complessità e il tempo impiegato; tutti fattori critici e altamente competitivi nell'industria di videogiochi e computer.
Spesso i middleware sono progettati con un'architettura modulare che permette di sostituire o estendere parti del motore con soluzioni più specializzate (e magari costose), come il software Havok per la fisica, FMOD per il suono, o SpeedTree per il rendering. Alcuni motori grafici come il RenderWare sono addirittura concepiti come una serie di middleware indipendenti che possono essere combinati a piacere per creare un motore personalizzato, piuttosto che modificare un motore già esistente. In qualunque modo si ottenga la flessibilità, questa rimane comunque una forte priorità, a causa della grande varietà di applicazioni cui i motori grafici devono rispondere. Nonostante l'idea di motore grafico rimandi immediatamente al concetto di videogioco, in verità essi sono usati in molti altri tipi di applicazioni interattive che richiedono grafica in tempo reale, come dimostrazioni commerciali, progettazioni architetturali, simulazioni e ambienti di modellazione.
Alcuni motori forniscono solo capacità grafiche, invece della vasta gamma di funzionalità richieste da un videogioco. Questi motori affidano agli sviluppatori il compito di inserirle, anche tramite altri middleware, magari da altri giochi. A motori come questi calza veramente la definizione di "motore grafico" in senso stretto. Non c'è comunque una convenzione condivisa sul termine: per il senso generale si può usare il termine "motore 3D". Esempi di motore grafico in senso stretto sono: Irrlicht, Axiom, OGRE, Power Render, Crystal Space e Genesis 3D. Molti motori moderni forniscono lo scene-graph, una rappresentazione del mondo 3D orientata agli oggetti che spesso semplifica lo sviluppo del gioco e che può essere usata per un rendering più efficiente di mondi virtuali molto vasti.

### Astrazione dell'hardware
I motori grafici sono costruiti nella maggior parte dei casi su delle API grafiche, come Direct3D o OpenGL, che offrono un'astrazione software della GPU o della scheda video. Sono spesso usate anche librerie di basso livello, come DirectX, SDL e OpenAL, le quali offrono un accesso diretto ad altro hardware (ad esempio mouse, tastiera, joystick, scheda di rete, e scheda audio). Prima dell'avvento della grafica 3D accelerata, si usavano render software come le API Glide. Soluzioni software come questa sono ancora utilizzate in alcuni strumenti di modellazione o di rendering statico, in cui la precisione è più importante della velocità, o quando l'hardware del computer non soddisfa i requisiti (come il supporto degli shader o delle Direct3D 10, come nel caso di Windows Vista).

## Appassionati
Lo sviluppo di motori grafici è un progetto comune tra gli studenti di informatica, appassionati, e sviluppatori di videogiochi. Può richiedere grandi conoscenze interdisciplinari che spaziano dalla geometria alla teoria del colore. Dal momento che il settore ha grande visibilità, comunque, questi sviluppatori lo trovano divertente e remunerativo. Crystal Space, ad esempio, è un popolare motore grafico multipiattaforma (gratuito).
Un famoso ed economico sistema venne creato a partire dal 1999 da Mark Overmars. Il suo interprete Object Oriented Game Maker permette di sviluppare giochi in grafica bidimensionale con estrema facilità. Il sistema può supportare molti formati ludici incluso l'RPG. Le ultime versioni di Game Maker permettono ai programmatori più esperti anche la progettazione di videogiochi con grafica poligonale ed effetti di luci.

## Motori 3D
Un Motore 3D è un software progettato con lo scopo di rappresentare su una superficie 2D (come lo schermo) una scena 3D composta da elementi sintetici. Esistono diverse categorie di motori 3D, ma essenzialmente si possono distinguere in due tipi, a seconda dello scopo per il quale sono preposti: motori 3D in tempo reale e motori 3D per la produzione di immagini fotorealistiche.

### Motori 3D in tempo reale
I motori 3D in tempo reale (in inglese "real time 3D engine") sono impiegati laddove sia necessario produrre immagini tridimensionali "al volo". Con questa espressione si indica la capacità di calcolare, e quindi di mostrare a schermo (oppure tramite altri dispositivi ottici, ad esempio occhiali per la realtà virtuale) le immagini in brevissimo tempo, tale da ottenere un certo numero di immagini al secondo, tipicamente 30-60 immagini al secondo (abbreviato spesso come fps, dall'inglese "Frames Per Second"). Questi requisiti di velocità possono essere raggiunti con varie tecniche, evolutesi nel tempo grazie soprattutto all'invenzione di dispositivi hardware dedicati allo scopo: gli acceleratori grafici 3D. Questi dispositivi, costituiti in sostanza da un coprocessore matematico e da una certa quantità di memoria RAM, svolgono certe funzioni matematiche estremamente ottimizzate e consentono allo sviluppatore di sgravare la CPU da un'enorme quantità di calcoli, permettendo quindi di realizzare motori grafici più raffinati e più veloci.
L'introduzione degli acceleratori grafici ha decretato la formazione di due sottocategorie di motori in tempo reale: i motori grafici software e i motori accelerati in hardware. Nonostante il nome possa trarre in inganno, si parla in entrambi i casi di software. La differenza consiste nel fatto che i primi sfruttano esclusivamente la CPU (ed eventualmente la FPU e le istruzioni SIMD come MMX, SSE, 3DNow!, ecc.) per effettuare i calcoli geometrici necessari, mentre i secondi relegano molte delle funzioni primarie (come la trasformazione, l'illuminazione, l'applicazione delle texture, ecc.) all'acceleratore hardware. 
Ovviamente entrambi gli approcci portano dei vantaggi e degli svantaggi: i motori software renderizzano le immagini esattamente nel modo previsto dal programmatore ma risultano lenti, quindi non possono produrre immagini di elevata qualità per l'eccessiva quantità di calcoli necessari; i motori accelerati, invece, sono estremamente veloci e producono immagini di elevata qualità, ma richiedono la presenza di hardware dedicato e l'accuratezza delle immagini è soggetta al particolare acceleratore utilizzato.
I motori 3D in tempo reale trovano largo impiego nella realizzazione di videogames, simulatori, interfacce grafiche, realtà virtuale.

### Motori 3D fotorealistici
Si definiscono così quei motori grafici 3D che producono immagini di qualità prossima o addirittura paragonabile a immagini di scene reali. I motori grafici di questa categoria sono esclusivamente di tipo software, cioè non si appoggiano su hardware di accelerazione 3D. Nelle applicazioni in cui vengono sfruttati i motori 3D fotorealistici, la precisione e la qualità delle immagini renderizzate è prioritaria rispetto alla velocità di calcolo. I motori grafici di questa categoria sfruttano algoritmi molto sofisticati per simulare fedelmente gli effetti ottici di diffusione, rifrazione, riflessione, pulviscolo, proiezione di ombre, aberrazioni cromatiche e altri effetti che contribuiscono a rendere la scena estremamente realistica. Molti di questi algoritmi non possono essere implementati nei motori in tempo reale per la loro estrema complessità, oppure vengono implementati in forma semplificata e approssimativa. Alcuni di questi algoritmi sono il Ray Tracing, il Photon Mapping, e altri.
Data la mole di calcoli necessaria, generalmente i motori 3D fotorealistici sono progettati per essere eseguiti su macchine multiprocessore e su cluster. 
Questi motori grafici sono usati per la realizzazione di opere artistiche, progettazione architettonica e meccanica, design, produzioni cinematografiche (per effetti speciali o per interi film d'animazione).

### Matematica dei motori 3D
La maggior parte della matematica implicata nella realizzazione di un engine è quella dei vettori e delle matrici.

### Motori per sparatutto in prima persona
Una nota sottoclasse di motori grafici 3D è quella che comprende gli sparatutto in prima persona (FPS, First Person Shooter). Lo sviluppo in termini di qualità è fatto utilizzando la scala umana. Mentre i simulatori di volo, quelli di guida ed i giochi di strategia in tempo reale forniscono realismo su larga scala, i FPS sono la punta della computer grafica su scala umana.
Lo sviluppo di nuovi motori può essere caratterizzato da un aumento della tecnologia disponibile.
I tentativi di classificarli in generazioni portano ad una definizione arbitraria della linea di separazione tra i "vecchi motori" e quelli nuovi.
La classificazione è complicata dal momento che attingono sia a nuove che a vecchie tecnologie. Quelli considerati avanzati un anno, diventano lo standard della stagione successiva. I giochi composti da un misto di vecchie e nuove caratteristiche sono la norma. Ad esempio, Jurassic Park: Trespasser (1998) introdusse la fisica negli FPS, ma il suo uso non divenne comune sino al 2002 circa. Red Faction (2001) usò muri e pavimenti distruttibili, cosa di uso limitato fino al 2004. Codename Eagle (2000) aggiunse i veicoli da combattimento ai giochi FPS. Tribes 2 e Battlefield 1942 potenziarono l'integrazione di mezzi-veicolari e sparatutto, seguiti a breve termine da Halo ed Unreal Tournament 2004.